# 張瑾 (羽毛球運動員)
張瑾（1972年5月9日—），已退役中國女子羽球運動員。
1994年，張瑾與蔣欣一起贏得印尼羽球公開賽混合雙打冠軍。在1997年釜山東亞運動會羽球比賽上，她是女子雙打（搭檔彭新勇）和團體賽的金牌得主，也在混合雙打（搭檔楊明）中獲得銀牌。

## 外部連結
- 張瑾在世界羽球聯盟的登錄資料